# Орлов, Кирилл Никитич
Кирилл Никитич Орлов (1879—1943) — советский партийный и хозяйственный деятель.

## Биография
Настоящая фамилия — Иван Никитич Егоров. Член РСДРП с 1904 г. После Февральской революции — член Петербургского комитета, Гельсингфорсского комитета РСДРП(б), с июня — член Кронштадтского комитета РСДРП(б), Кронштадтского Совета. В августе — ноябре 1917 член исполкома Выборгского Совета в Петрограде, один из организаторов Красной гвардии. В 1917‑1918 гг. — председатель Всероссийской коллегии по вооружению Красной армии, с августа 1918 г. по декабрь 1919 г. — чрезвычайный военно-политический комиссар патронных заводов Республики и Тульских оружейных заводов. С сентября 1919 г. — член Совета военной промышленности. В 1922‑1929 гг. — председатель Главного управления военной промышленности, Автотреста, правления Госпромстроя ВСНХ.